# I Really Don’t Want to Know
I Really Don’t Want to Know – piosenka napisana przez Dona Robertsona i Howarda Barnesa. W 1953 roku utwór nagrany został przez Eddyego Arnolda i wydany został na singlu.

## Inne wersje
Najbardziej znaną wersję nagrali Les Paul i Mary Ford, wydaną na singlu w 1954 roku.
Piosenkę nagrali również:
- (1961) Tennessee Ernie Ford
- (1962) Connie Francis
- (1963) Andy Williams
- (1963) Rosemary Clooney
- (1963) Al Martino
- (1965) Perry Como
- (1970) Elvis Presley
- (1983) Dolly Parton
- (1985) Jason & the Scorchers
- (1993) Anne Murray
- (2010) Jerry Lee Lewis